# Berberis fremontii
Berberis fremontii är en berberisväxtart som beskrevs av John Torrey. Berberis fremontii ingår i släktet berberisar, och familjen berberisväxter. Inga underarter finns listade i Catalogue of Life.